# Reynaldo Bignone
Pour les articles homonymes, voir Bignone.
Reynaldo Bignone, né le 21 janvier 1928 à Morón et mort le 7 mars 2018 à Buenos Aires, est un militaire et homme d'État argentin.
Il occupe de facto la présidence de la Nation entre le 1er juillet 1982 et le 10 décembre 1983 comme dernier dirigeant de la junte militaire.
Après le retentissant échec de son prédécesseur, Leopoldo Galtieri, dans la guerre des Malouines, Reynaldo Bignone reçoit de ses pairs militaires la charge de mener la transition vers la démocratie. Il cède le pouvoir à Raúl Alfonsín, premier président élu démocratiquement après une terrible période de sept ans de dictature militaire.
Jugé à partir d'octobre 2009 avec d'autres anciens cadres du régime militaire, il est finalement condamné pour crimes contre l'humanité, dont des disparitions forcées et tortures commises sur des prisonniers politiques, le 14 avril 2011, à la prison à perpétuité et, la peine est alourdie de 15 ans supplémentaires le 29 décembre suivant. Le 12 mars 2013, il est à nouveau condamné à la prison à perpétuité pour crimes contre l'humanité.

## Biographie

### Formation
Reynaldo Bignone entre dans l’infanterie à l’âge de 19 ans. Il étudie à l’École supérieure de guerre ainsi qu'en Espagne franquiste, avant d'être nommé chef du VIe régiment d’infanterie en 1964, deux ans avant le coup d'État militaire. Lors de la promotion de 1975, qui élève Jorge Rafael Videla au poste de commandant en chef des Forces armées, il est nommé secrétaire de l’état-major de l'armée de terre.

### Son rôle dans les crimes de la junte
Reynaldo Bignone participe activement à la destitution de la présidente Isabel Perón, et aux opérations de la « guerre sale ». Peu après le coup d’État de mars 1976, il occupe l’hôpital Alejandro Posadas, utilisé par la dictature comme camp de concentration. Il est plus tard nommé chef de l’Área 480, une zone du centre de détention de Campo de Mayo. En 1980 il est nommé responsable des Instituts militaires, remplaçant le général Santiago Omar Riveros.
Après la chute de Jorge Rafael Videla en 1981, remplacé par le général Roberto Eduardo Viola, il demande sa mise à la retraite. Sa distanciation face aux dirigeants militaires ultérieurs, durant les gouvernements de Viola et de Galtieri, en fait un candidat de choix pour assumer la présidence lorsque l’armée, ridiculisée lors de la guerre des Malouines, se résigne à envisager une restitution du pouvoir aux civils.

### Président de la Nation
Malgré l'intention du commandant des forces terrestres, le général Cristino Nicolaides, de retarder le plus possible la passation du pouvoir aux civils, Reynaldo Bignone annonce déjà, dans son premier discours public, son intention d'organiser des élections au début de 1984.
La situation économique est alors catastrophique, tout comme d'ailleurs la situation politique. José María Dagnino Pastore (es), ministre de l'Économie, déclare l'« état d'urgence » face aux faillites conduisant à de multiples fermetures d'usines, ainsi qu'à l'hyperinflation — celle-ci dépassait les 200 % en chiffre annuel — et à la dévaluation incessante de la monnaie.
Les pressions politiques s'accroissent simultanément ; la junte multisectorielle fondée par le radical Ricardo Balbín, décédé, et dirigée par son successeur, Raúl Alfonsín, essaie d'obtenir une passation anticipée et inconditionnelle du pouvoir. Les organisations des droits de l'homme, dirigées par le futur lauréat du prix Nobel de la paix Adolfo Pérez Esquivel, fondateur du SERPAJ, intensifient la campagne pour l'éclaircissement du lieu de détention des desaparecidos, tandis que des plaintes d'autres pays, concernant les « disparus » étrangers, arrivent par voie diplomatique. Le 16 décembre 1982, une manifestation massive convoquée par la junte multisectoriellelle, est réprimée par la police, causant la mort d'un manifestant.

### Loi d'amnistie et destruction d'archives
Le 28 avril 1983, après avoir fixé la date des élections pour octobre, Reynaldo Bignone promulgue le décret 2726/83, ordonnant la destruction des archives recensant les crimes de la dictature, ainsi que celle du « Document final sur la lutte contre la subversion et le terrorisme » qui planifiait explicitement l'assassinat de tous les « détenus disparus ». — Ce document est l'une des raisons majeures ayant conduit la justice argentine, dans les années 2000, à parler de génocide.
Le 23 septembre, il promulgue la loi 22.924 d'Amnistie ou de « pacification nationale » pour les membres des forces armées, pour tous les actes commis dans le cadre de la « guerre contre la subversion ». — Le Congrès de la Nation déclare plus tard la nullité de cette loi, mais la perte d'archives est irréparable.
Cependant, les découvertes, en 2006, dans la base navale Almirante Zar, dans le cadre d'enquêtes sur le massacre de Trelew (1972), de dossiers concernant l'espionnage de civils, montre que bien des archives considérées comme détruites existent toujours.

### La transition démocratique
Le 30 octobre 1983 se déroulent les élections législatives et présidentielle qui mettent fin à un septennat de dictature militaire. Raúl Alfonsín, candidat de l'Union civique radicale (UCR), remporte l'élection présidentielle avec 52 % des voix. Le 29 novembre, le nouveau Congrès se réunit et le 10 décembre, Bignone quitte le pouvoir quand Alfonsín est installé à la présidence.

### Condamnations

#### Condamné en 1985, libéré et amnistié en 1986
Reynaldo Bignone est jugé en 1985, avec d'autres hauts responsables de la dictature, lors du Procès de la Junte. Inculpé de séquestrations, de tortures et d'assassinats commis durant sa direction du camp de concentration de Campo de Mayo. Il est reconnu coupable de crimes contre l'humanité. Toutefois, en 1986, il est amnistié et libéré, avec les autres militaires, de par les lois du « point final » et de « l'obéissance due » (Punto final et Ley de Obediencia Debida).

#### Assigné à résidence en 1999
En 1999, à la suite de la réouverture de dossiers concernant la séquestration de mineurs, crime non amnistié par la loi du Point final, Reynaldo Bignone est mis de nouveau à la disposition de la justice. Étant donné son âge avancé, il bénéficie d'un simple « arrêt domiciliaire ».

#### Condamné à 25 ans de prison en 2010

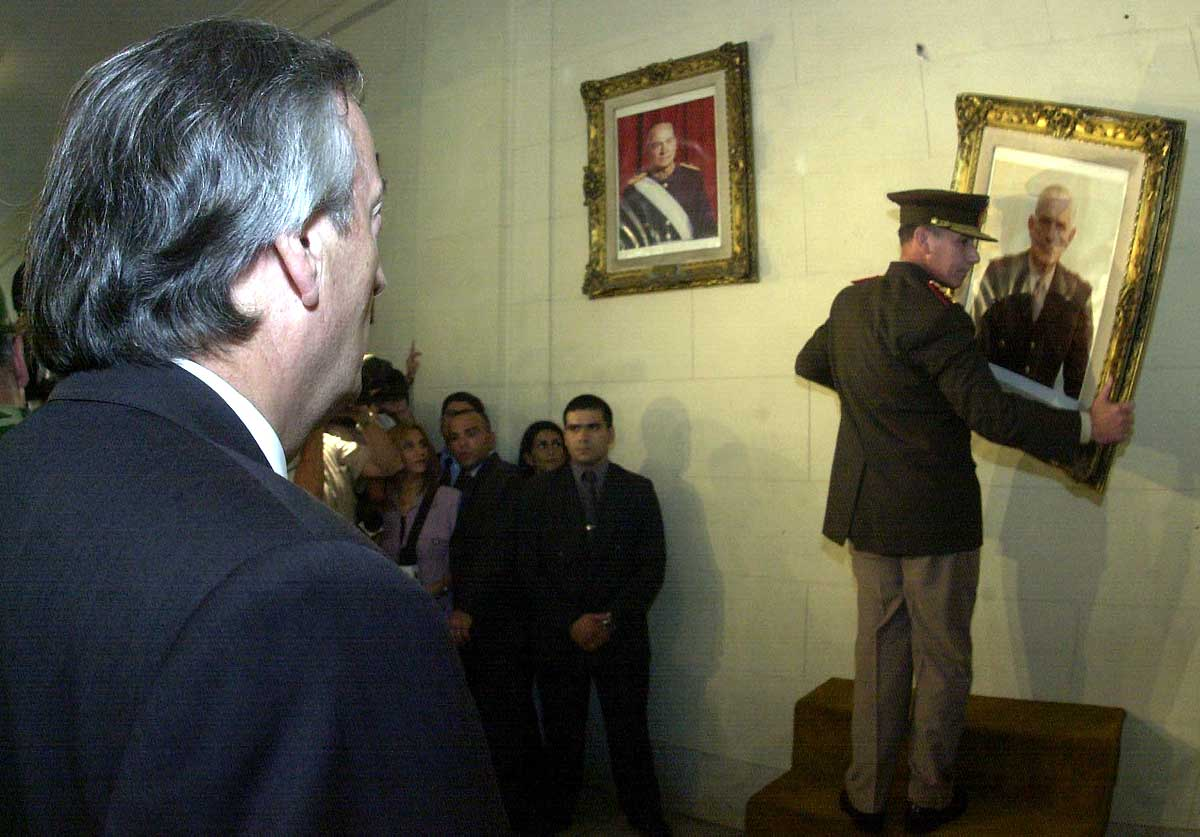
Le président Néstor Kirchner observe le retrait du portrait de Reynaldo Bignone à l'École de mécanique de l’armée en mars 2004.

Après l'abrogation des lois d'amnistie jugées inconstitutionnelles par la Cour suprême argentine en 2007, un nouveau procès est ouvert.
Le 20 avril 2010, Reynaldo Bignone, alors âgé de 82 ans, est reconnu responsable de l’assassinat de 56 personnes et condamné à 25 ans de prison, dans un centre pénitentiaire ordinaire, pour détentions illégales, torture de prisonniers politiques et crimes contre l’humanité, à la suite d'un procès entamé en octobre 2009, aux côtés de plusieurs hauts militaires, tous octogénaires, dont le général Santiago Omar Riveros, déjà condamné en août 2009 pour crimes contre l'humanité. Ils sont inculpés de la disparition forcée et de torture sur 56 personnes au centre clandestin de détention de Campo de Mayo. Outre Omar Riveros, alors chef du Comando de Institutos Militares du camp de Mayo, et Bignone, sont aussi condamnés Exequiel Verplaetsen, chef des renseignements de Campo de Mayo, ainsi que Carlos Alberto Tepedino (à 20 ans de prison), l'ex-chef du Bataillon d'intelligence 601 de l'État-major général de l'Armée de terre, Eugenio Guañabens Perelló (à 17 ans de prison) et Jorge Osvaldo García (à 18 ans de prison). L'ex-commissaire Germán Montenegro est acquitté.
Reynaldo Bignone continue à revendiquer la « guerre sale » et persiste à nier le chiffre de 30 000 disparitions forcées, la qualification de « génocide » et le chiffre de 500 bébés volés. Campo de Mayo abritait une maternité clandestine, El Campito, qui servait à la séquestration des bébés des détenues-disparues.

#### Condamné à perpétuité en avril 2011
Le 14 avril 2011, Reynaldo Bignone est condamné à la prison à perpétuité, ainsi que notamment Luis Patti (es).

#### Condamné à 15 ans de plus en décembre 2011
Le 29 décembre 2011, Reynaldo Bignone est de plus reconnu coupable d'autres crimes contre l'humanité et condamné à 15 années de prison supplémentaires, pour avoir mis sur pied un centre de torture secret dans un hôpital lors du coup d'État de 1976 : il a personnellement supervisé la prise de l'hôpital Posadas de Haedo de la province de Buenos Aires, il y a 35 ans, dirigeant les opérations pour retrouver les membres du personnel médical qui auraient soigné des guérilleros. Onze employés de l'hôpital ont disparu.

#### Procès pour vol de bébés
Le 5 juillet 2012, Reynaldo Bignone est condamné dans l'affaire du vol de bébés d'opposantes détenues à 15 ans de prison pour avoir mis en place un plan systématique.

#### Condamnation au titre de l'opération Condor
Le 27 mai 2016, Reynaldo Bignone est de nouveau condamné, cette fois au titre de son rôle dans l'opération Condor, pour le meurtre de 105 personnes, parmi lesquelles 45 Uruguayens, 22 Chiliens, 13 Paraguayens et 11 Boliviens vivant en exil. La peine prononcée cette fois contre lui est de 20 ans de prison,.

### Mort
Le 7 mars 2018, alors qu'il purge une peine de prison à vie, il meurt, à la suite d'une insuffisance cardiaque, alors qu'il venait d'être victime d'une fracture de la hanche peu de temps auparavant.